# صخره‌ماهی قناری
صخره‌ماهی قناری (نام علمی: Sebastes pinniger) نام یک گونه از سرده صخره‌ماهی است.